# Grand Prix Criquielion 2023
La 28e édition de Grand Prix Criquielion a lieu le samedi 4 mars 2023. Elle fait partie du calendrier UCI Europe Tour 2023 en catégorie 1.1.

## Parcours
En 2023, la course obtient son statut UCI 1.1 et est, pour la première fois, retransmise en direct TV. 
Au départ d'Ath et après plusieurs circuits d’empruntés et sept secteurs pavés (Pavé de la Blanche), les coureurs engagés rejoignent Lessines au terme de 201 kilomètres de course. Il est à noter que pour 2023 et 2024, le départ est donné depuis la Grand'Place d'Ath.

## Équipes
Vingt-et-une équipes participent au Grand Prix Criquielion 2024 : cinq UCI WorldTeams, neuf UCI ProTeams et sept équipes continentales.
| WorldTeams (5)- Intermarché-Circus-Wanty - Soudal Quick-Step - Team DSM - Arkéa-Samsic - Cofidis ProTeams (9)- Human Powered Health - Lotto Dstny - Team Flanders-Baloise - Bingoal WB - Uno-X Pro Cycling Team - Q36.5 Pro Cycling Team - Euskaltel-Euskadi - Bolton Equities Black Spoke Pro Cycling - Tudor Pro Cycling Team Équipes continentales (7)- Israel Cycling Academy - Tarteletto-Isorex - Matériel-vélo.com - Saint Piran - AT85 Pro Cycling - Allinq Continental Cycling Team - ColoQuick |
| |

## Déroulement de la course
Les deux derniers membres de l'échappée initiale qui comptait trois coureurs sont repris par le peloton à 21 km de l'arrivée. Malgré quelques tentatives d'attaques éphémères dans les tout derniers kilomètres, c'est un peloton réduit à deux douzaines d'hommes qui se présente à l'arrivée en faux plat montant à Lessines. Sam Welsford s'impose facilement devant Milan Menten.

## Classement final
| \| Classement général \| Classement général \| Classement général \| Classement général \| Classement général \| \| Coureur \| Coureur \| Pays \| Équipe \| Temps \| \| ------------------ \| -------------------- \| ------------------ \| --------------------------- \| ------------------ \| \| 1er \| Sam Welsford \| Australie \| Team DSM \| 4 h 43 min 42 s \| \| 2e \| Milan Menten \| Belgique \| Lotto Dstny \| + 0 s \| \| 3e \| Kristoffer Halvorsen \| Norvège \| Uno-X Pro Cycling Team \| + 0 s \| \| 4e \| Jordi Warlop \| Belgique \| Soudal Quick-Step Devo Team \| + 0 s \| \| 5e \| Piet Allegaert \| Belgique \| Cofidis \| + 0 s \| \| 6e \| Hugo Hofstetter \| France \| Arkéa-Samsic \| + 0 s \| \| 7e \| Stan Van Tricht \| Belgique \| Soudal Quick-Step \| + 0 s \| \| 8e \| Madis Mihkels \| Estonie \| Intermarché-Circus-Wanty \| + 0 s \| \| 9e \| Jenthe Biermans \| Belgique \| Arkéa-Samsic \| + 0 s \| \| 10e \| Arvid de Kleijn \| Pays-Bas \| Tudor Pro Cycling Team \| + 0 s \| |                      |           |                             |                 |
| |                      |           |                             |                 |
| |                      |           |                             |                 |
| Classement général |                      |           |                             |                 |
| Coureur | Coureur              | Pays      | Équipe                      | Temps           |
| 1er | Sam Welsford         | Australie | Team DSM                    | 4 h 43 min 42 s |
| 2e | Milan Menten         | Belgique  | Lotto Dstny                 | + 0 s           |
| 3e | Kristoffer Halvorsen | Norvège   | Uno-X Pro Cycling Team      | + 0 s           |
| 4e | Jordi Warlop         | Belgique  | Soudal Quick-Step Devo Team | + 0 s           |
| 5e | Piet Allegaert       | Belgique  | Cofidis                     | + 0 s           |
| 6e | Hugo Hofstetter      | France    | Arkéa-Samsic                | + 0 s           |
| 7e | Stan Van Tricht      | Belgique  | Soudal Quick-Step           | + 0 s           |
| 8e | Madis Mihkels        | Estonie   | Intermarché-Circus-Wanty    | + 0 s           |
| 9e | Jenthe Biermans      | Belgique  | Arkéa-Samsic                | + 0 s           |
| 10e | Arvid de Kleijn      | Pays-Bas  | Tudor Pro Cycling Team      | + 0 s           |